# Petrus Frans Theunissen
Petrus Frans Theunissen (* um 1713; † 26. Dezember 1762 in Lüttich) war Priester im Deutschen Orden.

## Leben
Nach seinem Noviziat legte Theunissen am 29. Juli 1739 seine Profess in der Kommende Neuenbiesen zu Maastricht ab, in dessen Priesterkonvent er noch bis 1745 verblieb. Dann wurde der Lateinisch, Französisch und Niederländisch sprechende Theunissen Konrektor der Lateinschule in Gemert, wo er bis 1752 verblieb und dann 1753 zum Komtur und Pfarrer von Saint-Andre ernannt wurde.